# Adelascopora secunda
Adelascopora secunda is een mosdiertjessoort uit de familie van de Fenestrulinidae. De wetenschappelijke naam van de soort is voor het eerst geldig gepubliceerd in 1988 door Hayward & Thorpe.